# Jawbreaker (Band)

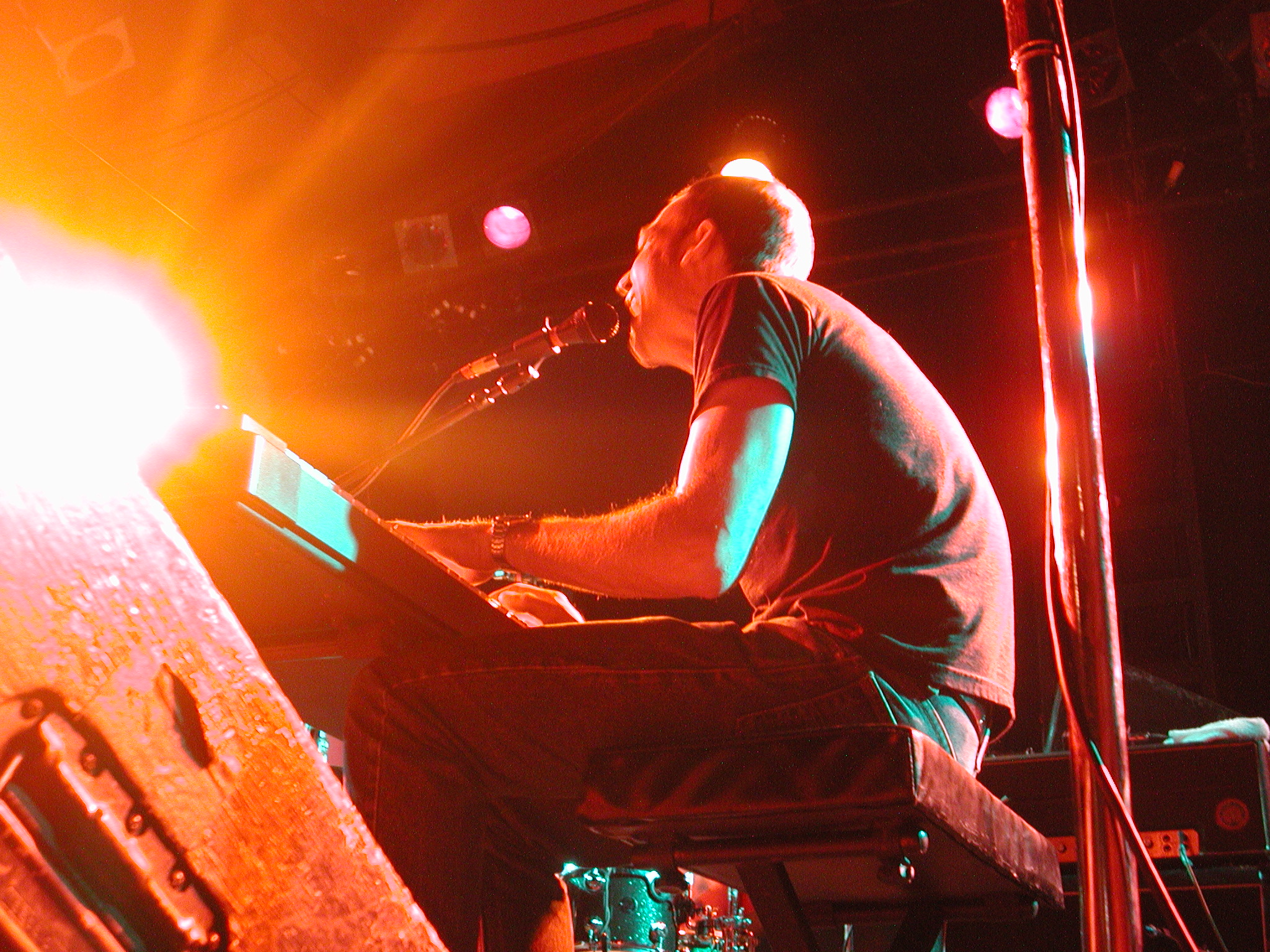
Sänger und Gitarrist Blake Schwarzenbach

Jawbreaker ist eine US-amerikanische Punkband, die in den späten 1980er Jahren an der New York University gegründet wurde und später insbesondere in Kalifornien aktiv war. Die Gruppe gilt als äußerst einflussreich, vor allem für Bands aus dem Emocore-Bereich.

## Bandgeschichte
Die High-School-Freunde Blake Schwarzenbach und Adam Pfahler, die bereits zu Schulzeiten in Santa Monica gemeinsam in einer Band gespielt hatten, trafen während ihres Studiums in New York 1986 auf den Bassisten Chris Bauermeister, der per Flyer nach Leuten gesucht hatte, mit denen er eine Band gründen konnte. Nachdem die Gruppe unter verschiedenen Namen und mit anderem Sänger (Jon Liu) eine Zeitlang geprobt hatte und ein erstes Demo eingespielt worden war, entstand 1988, als Schwarzenbach den ausgeschiedenen Sänger ersetzt hatte, Jawbreaker in der finalen Besetzung. In diesem Jahr schickte die Band ihren Song Shield Your Eyes an einen Radiosender in Los Angeles, der ihn tatsächlich spielte, wodurch die Aufmerksamkeit des Independent-Labels Shredder Records erregt wurde, wo 1989 erstmals ein Jawbreaker-Song im Rahmen einer Compilation veröffentlicht wurde. In diesem Jahr spielte die Band auch ihre ersten Konzerte und nahm weitere Tracks auf. 1990 erschien mit Unfun das erste Album der Band. Bei den folgenden Konzerten teilte die Band die Bühne unter anderem mit Samiam und Fuel. Ende des Jahres legten die Bandmitglieder eine Pause ein, die bis zum Sommer 1991 anhielt. In dieser Zeit beendeten sie ihre Universitätslaufbahnen.
Mit Bivouac erschien 1992 das zweite Album der Gruppe. Anschließend spielten Jawbreaker erstmals eine Europatour. 1993 nahmen sie mit Steve Albini ihr Drittwerk auf, 24 Hour Revenge Therapy; in diesem Jahr war Schwarzenbach als Gast auf einem Screeching-Weasel-Album zu hören, und Jawbreaker spielten im Vorprogramm von Nirvana, was zu Selloutvorwürfen durch Fans führte. Diese wurden noch lauter als die Gruppe 1994 trotz zuvor bekundeter Verachtung für Major Labels einen Vertrag bei Geffen Records unterschrieb. Dort erschien 1995 Dear You, das letzte reguläre Album der Gruppe, die sich 1996, nach Jahren extensiven Tourens, die auch zu verschiedenen gesundheitlichen Problemen der Bandmitglieder geführt hatten, auflöste. Im letzten Jahr ihrer Karriere waren Jawbreaker auf einer Welttour, die sie unter anderem nach Australien geführt hatte, im Vorprogramm der Foo Fighters zu sehen gewesen.

## Nach Jawbreaker
Sänger Blake Schwarzenbach gründete kurze Zeit nach der Trennung zusammen mit Chris Daly von Texas Is the Reason und dem Bassisten Jeremy Chatelain die Band Jets to Brazil. Das bandeigene Label Blackball Records, das von Adam Pfahler geführt wird, veröffentlichte mehrere posthume Jawbreaker-Platten, darunter ein Livealbum. Bauermeister nahm seine akademische Karriere wieder auf.
2003 erschien ein Tributealbum für Jawbreaker, auf dem sich unter anderem Face to Face, Nerf Herder, Kill Your Idols, Sparta, Fall Out Boy und Bigwig an Songs der Gruppe versuchten. 2004 waren Jawbreaker mit einer Live-Version ihres Songs Chesterfield King auf dem zweiten Teil der Rock-Against-Bush-Serie vertreten.

## Reunion
Im März 2018 gaben die Jawbreaker-Musiker einige Reunion-Konzerte in New York City sowie in Los Angeles. Bei den jeweils ausverkauften Veranstaltungen wurden sie von Katie Crutchfield (Waxahatchee) im Gesang verstärkt.

## Diskographie

### Studioalben
- 1990: Unfun (Shredder Records)
- 1992: Bivouac (Tupelo/Communion Records)
- 1994: 24 Hour Revenge Therapy (Tupelo/Communion Records)
- 1995: Dear You (Geffen Records)

### Livealben
- 1999: Live 4/30/96 (Livealbum; Blackball Records)

### Kompilationen
- 2002: Etc. (Blackball Records)

### EPs
- 1989: Whack & Blite (Blackball Records)
- 1992: Chesterfield King (Tupelo/Communion Records)

### Singles
- 1989: Busy (Shredder Records)
- 1995: Fireman Single (Geffen Records)

### Splits
- 1991: Jawbreaker / Jawbox (Selfless Records)
- 1992: Jawbreaker / Steel Pole Bath Tub (No Idea Records)
- 1992: Jawbreaker / Samiam (No Idea Records)
- 1993: Jawbreaker / Crimpshrine (Skene Records)